# حجر روك الروني
حجر روك الروني (بالسويدية: Rökstenen; رونداتا ‏) هو واحد من أكثر أحجار روني شهرة. ومنحوت على سطحه أطول نحت روني في الصخر. الحجر موجود في كنيسة روك باسترجوتلاند في السويد. ويعتبر حجر روك أول شيء يكتب في الأدب السويدي وبذلك يحدد بداية تاريخ الأدب السويدي.

## حول الحجر
اكتشف الحجر مبنيا داخل جدار الكنيسة في القرن التاسع عشر ثم أزيل من جدار الكنيسة بعد مرور عدة عقود.